# 小行星8308
小行星8308（英語：8308 Julie-Melissa）是一颗围绕太阳公转的小行星。1996年4月17日，艾瑞克·怀特·埃尔斯特在拉西拉天文台发现了此天体。
这颗小行星的绝对星等为127.8659323474365等。